# Beaumont-Monteux
Cet article concerne l'une des trois communes homonymes dans la Drôme. Pour les deux autres communes homonymes drômoises, voir Beaumont-en-Diois et Beaumont-lès-Valence. Pour les autres articles homonymes, voir Beaumont.
Beaumont-Monteux est une commune française située dans le département de la Drôme, en région Auvergne-Rhône-Alpes.
Ses habitants sont dénommés les Monteros[réf. nécessaire].

## Géographie

### Situation et description
Beaumont-Monteux est située à 13 km de Valence et à 14 km de Romans. La commune la plus proche est Châteauneuf-sur-Isère à 2 km.

### Hydrographie
La commune est arrosée par les cours d'eau suivants :
- la Veaune ;
- l'Isère (qui borde la partie sud du territoire communal).

La commune partage un barrage sur l'Isère (voir plus bas pour l'aspect industriel).

### Climat
Pour des articles plus généraux, voir Climat d'Auvergne-Rhône-Alpes et Climat de la Drôme.
En 2010, le climat de la commune est de type climat du Bassin du Sud-Ouest, selon une étude du CNRS s'appuyant sur une série de données couvrant la période 1971-2000. En 2020, Météo-France publie une typologie des climats de la France métropolitaine dans laquelle la commune est dans une zone de transition entre le climat de montagne et le climat méditerranéen et est dans la région climatique  Moyenne vallée du Rhône, caractérisée par un bon ensoleillement en été (fraction d’insolation > 60 %), une forte amplitude thermique annuelle (4 à 20 °C), un air sec en toutes saisons, orageux en été, des vents forts (mistral), une pluviométrie élevée en automne (250 à 300 mm). 
Pour la période 1971-2000, la température annuelle moyenne est de 12,6 °C, avec une amplitude thermique annuelle de 17,9 °C. Le cumul annuel moyen de précipitations est de 821 mm, avec 7,4 jours de précipitations en janvier et 4,9 jours en juillet. Pour la période 1991-2020, la température moyenne annuelle observée sur la station météorologique de Météo-France la plus proche, « Mercurol », sur la commune de Mercurol-Veaunes à 7 km à vol d'oiseau, est de 13,4 °C et le cumul annuel moyen de précipitations est de 864,4 mm,. Pour l'avenir, les paramètres climatiques de la commune estimés pour 2050 selon différents scénarios d'émission de gaz à effet de serre sont consultables sur un site dédié publié par Météo-France en novembre 2022.

## Urbanisme

### Typologie
Au 1er janvier 2024, Beaumont-Monteux est catégorisée commune rurale à habitat dispersé, selon la nouvelle grille communale de densité à 7 niveaux définie par l'Insee en 2022.
Elle est située hors unité urbaine. Par ailleurs la commune fait partie de l'aire d'attraction de Valence, dont elle est une commune de la couronne,. Cette aire, qui regroupe 71 communes, est catégorisée dans les aires de 200 000 à moins de 700 000 habitants,.

### Occupation des sols
L'occupation des sols de la commune, telle qu'elle ressort de la base de données européenne d’occupation biophysique des sols Corine Land Cover (CLC), est marquée par l'importance des territoires agricoles (86,9 % en 2018), en diminution par rapport à 1990 (89 %). La répartition détaillée en 2018 est la suivante : zones agricoles hétérogènes (52,4 %), cultures permanentes (24,3 %), terres arables (10,2 %), zones urbanisées (5,4 %), eaux continentales (5,1 %), forêts (2,6 %). L'évolution de l’occupation des sols de la commune et de ses infrastructures peut être observée sur les différentes représentations cartographiques du territoire : la carte de Cassini (XVIIIe siècle), la carte d'état-major (1820-1866) et les cartes ou photos aériennes de l'IGN pour la période actuelle (1950 à aujourd'hui).

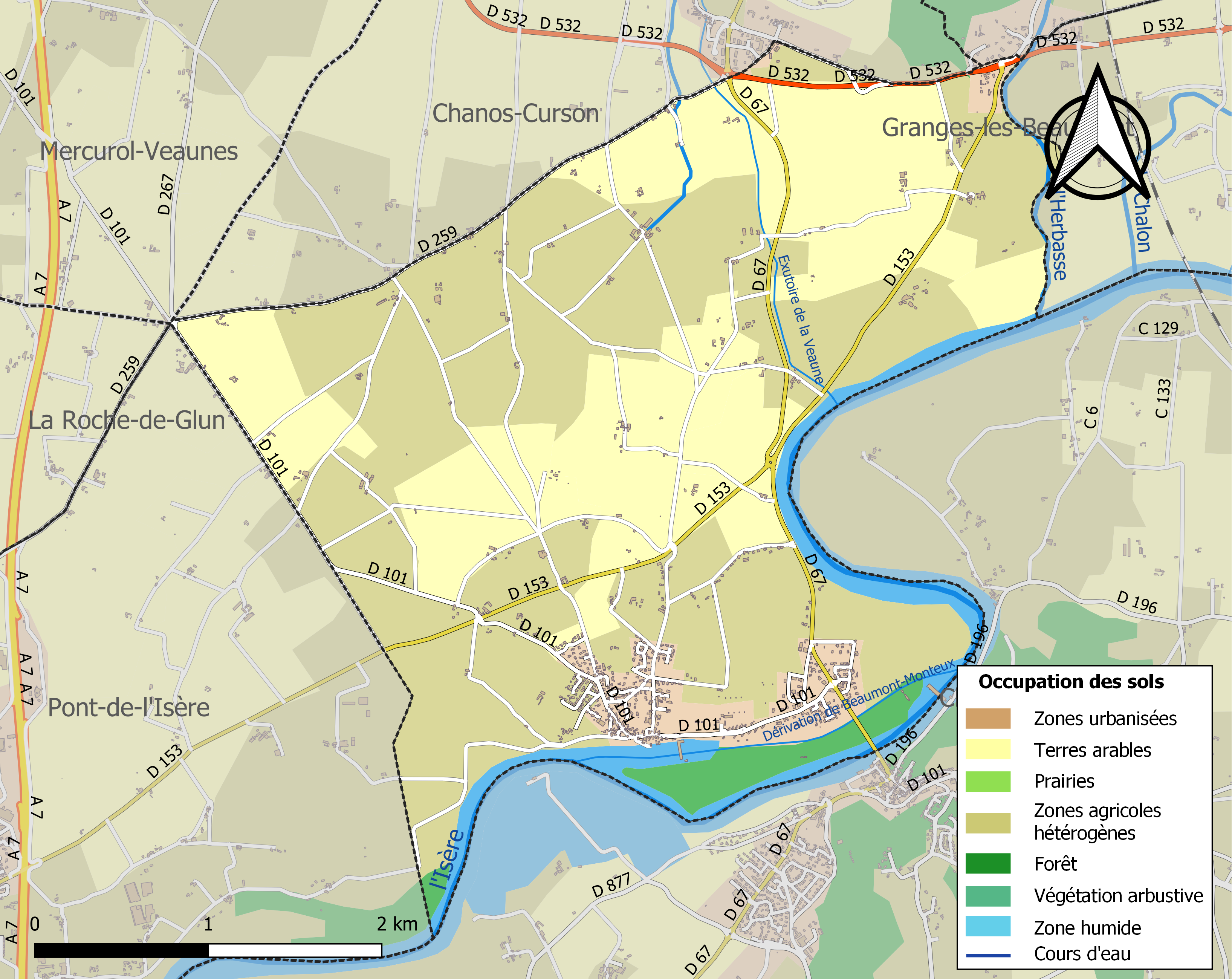
Carte des infrastructures et de l'occupation des sols de la commune en 2018 (CLC).

### Morphologie urbaine

#### Quartiers, hameaux et lieux-dits
Site Géoportail (carte IGN) :
- Bruas et Plantas
- Chambons
- Champ Bernard
- Champ Chabert
- Champ Long
- Champouroux
- Chasselière
- Chasselvin
- Chirouses
- Colombier
- Combes Tourbes
- Cros de Mourier
- Glèzolles
- Grands Champs
- Grange Neuve
- la Loubatière
- le Bateau
- le Moulin de Terrail
- le Piats du Dessous
- le Piats du Dessus
- le Port
- les Blaches
- les Bruyères
- les Chanaudes
- les Clermonts
- les Croix
- les Fayolles
- les Vossiers
- l'Île
- l'Île et le Port
- l'Oule
- Maufruit
- Murinais
- Pichères
- Pichères et Bourret
- Poulon
- Prés Loubas
- Raisinière
- Thèpes et Cloziaux
- Vie Magne
- Vignes Vieilles

### Voies de communications et transports
La commune est desservie par les routes départementales D 67, D 101 et D 153.

## Toponymie

### Attestations
Dictionnaire topographique du département de la Drôme :
- 1050 : Montes (cartulaire de Romans, 146).
- 1130 : Montels (cartulaire de Romans, 277).
- 1202 : Monteils (cartulaire des Hospitaliers, 29).
- 1203 : Montes (cartulaire des Hospitaliers, 30).
- 1204 : Motels (cartulaire des Hospitaliers, 31).
- 1343 : Molarium de Bellomonte (Valbonnais, II, 551).
- 1352 : Bellus Mons prope Romanis (choix de documents, 136).
- 1360 : Montels (choix de documents, 197).
- XIVe siècle : l'église, dédiée à saint Jean, était précédemment celle d'une commanderie de l'ordre de Saint-Jean-de-Jérusalem : preceptoria de Monteus (pouillé de Vienne).
- 1402 : Beaumont empres Romans (choix de documents, 241).
- 1474 : los mandaments de Montels et de Belmont (archives de la Drôme, E 3653).
- 1475 : Montelx (archives de la Drôme, E 2518).
- 1521 : mention de l'église : preceptoria de Montueux (pouillé de Vienne).
- 1597 : Mandamentum de Monteulx(La maladr. de Voley. 108).
- 1778 : Mandamentum de Monteux (affiches du Dauphiné).
- 1891 : Beaumont-Monteux, commune du canton de Tain.

### Étymologie
Les « Beaumont » sont des toponymes signalant l'intérêt d'un mont par sa hauteur ou la protection qu'il peut apporter aux habitants du lieu[réf. nécessaire].

## Histoire

### Antiquité: les Gallo-romains

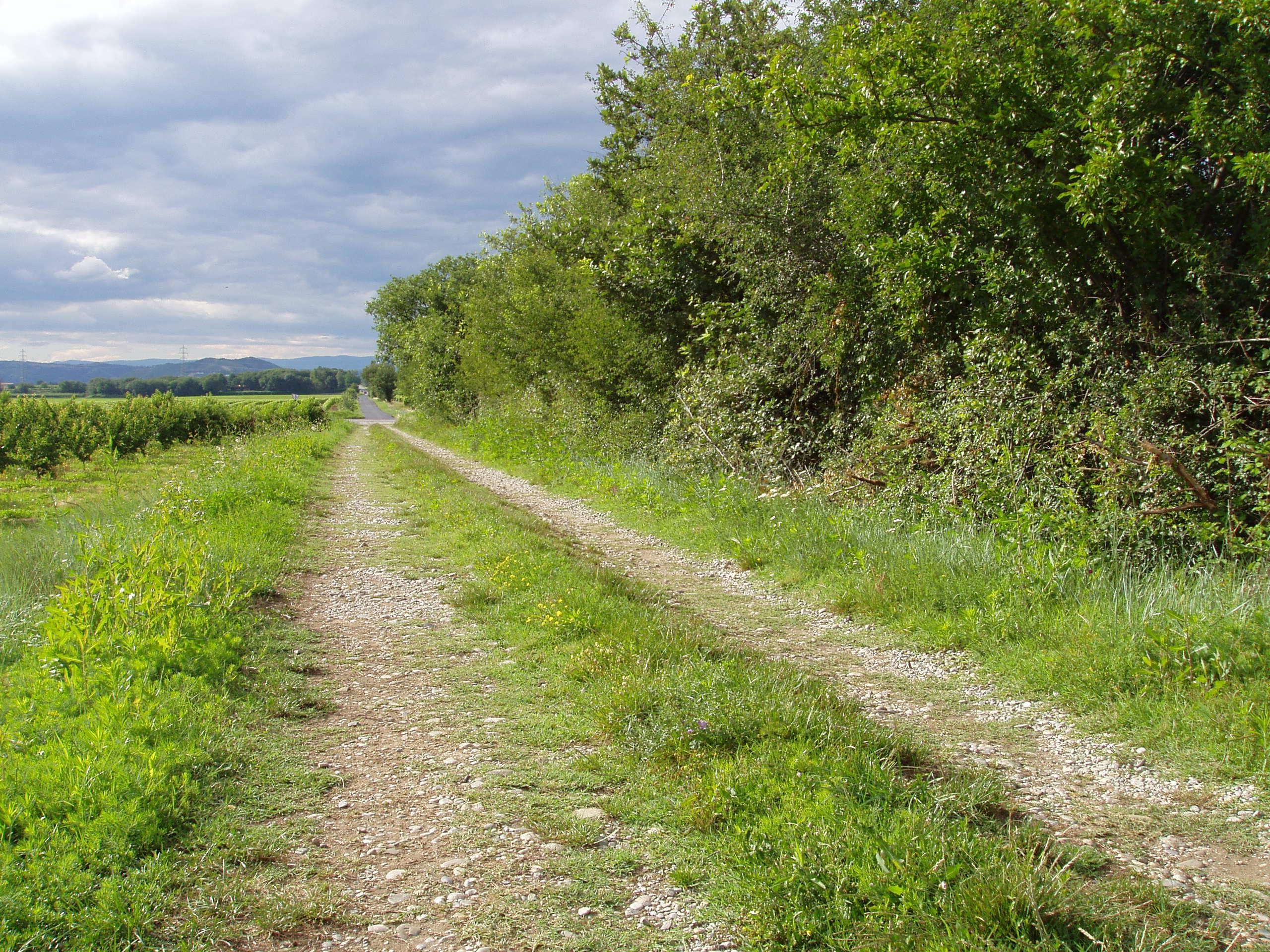
L'ancienne via Agrippa.

La via Agrippa, après avoir passé le carrefour des « Sept Chemins », poursuivait vers Beaumont-Monteux : la départementale 101, une route communale puis un chemin en ont repris le tracé rectiligne et servent aujourd’hui de limite aux communes de Beaumont-Monteux et Pont-de-l’Isère. Non loin de là, le toponyme « Vie Magne » (via magna) témoigne du passage en ces lieux d’une « grande voie »[réf. nécessaire].

### Du Moyen Âge à la Révolution
XIe siècle : la commanderie de l'ordre de Saint-Jean-de-Jérusalem est connue.
La seigneurie :
- Au point de vue féodal, la terre (ou seigneurie) fait partie de la baronnie de Clérieux.
- 1343 : elle est acquise par les dauphins.
- Les droits passent à la couronne de France.
- 1422 : la seigneurie est vendue (sous faculté de rachat) aux consuls de Romans.
- 1461 : vendue aux Bathernay.
- 1493 : vendue aux Poitiers-Saint-Vallier.
- 1594 : vendue aux Bonne de Lesdiguiéres.
- 1636 : vendue aux Jomaron.
- Cédée par ces derniers aux La Croix-Chevrières, derniers seigneurs de Beaumont-Monteux.

Avant 1790, Beaumont-Monteux était une communauté de l'élection et subdélégation de Romans et du bailliage de Saint-Marcellin

Elle formait une paroisse du diocèse de Vienne dont l'église est dédiée à saint Jean.

### De la Révolution à nos jours
En 1790, la commune de Beaumont-Monteux est attribuée au canton de Clérieux. La réorganisation de l'an VIII (1799-1800) la fait entrer dans celui de Tain.
Le 5 septembre 1946, Granges, rattachée à Beaumont-Monteux, devient une commune distincte sous le nom de Granges-les-Beaumont par arrêté de la préfecture de la Drôme.

## Politique et administration

### Liste des maires
| Période                                                                      | Période                        | Identité                              | Étiquette | Qualité        |
| ---------------------------------------------------------------------------- | ------------------------------ | ------------------------------------- | --------- | -------------- |
| Les données manquantes sont à compléter. : de la Révolution au Second Empire |                                |                                       |           |                |
| 1790                                                                         | 1871                           | ?                                     |           |                |
| Les données manquantes sont à compléter. : depuis la fin du Second Empire    |                                |                                       |           |                |
| 1871                                                                         | 1874                           | ?                                     |           |                |
| 1874                                                                         | 1878                           | ?                                     |           |                |
| 1878                                                                         | 1884                           | ?                                     |           |                |
| 1884                                                                         | 1888                           | ?                                     |           |                |
| 1888                                                                         | 1892                           | ?                                     |           |                |
| 1892                                                                         | 1896                           | ?                                     |           |                |
| 1896                                                                         | 1900                           | ?                                     |           |                |
| 1900                                                                         | 1904                           | ?                                     |           |                |
| 1904                                                                         | 1908                           | ?                                     |           |                |
| 1908                                                                         | 1912                           | ?                                     |           |                |
| 1912                                                                         | 1919                           | ?                                     |           |                |
| 1919                                                                         | 1925                           | ?                                     |           |                |
| 1925                                                                         | 1929                           | ?                                     |           |                |
| 1929                                                                         | 1935                           | ?                                     |           |                |
| 1935                                                                         | 1945                           | ?                                     |           |                |
| 1945                                                                         | 1947                           | ?                                     |           |                |
| 1947                                                                         | 1953                           | ?                                     |           |                |
| 1953                                                                         | 1959                           | ?                                     |           |                |
| 1959                                                                         | 1965                           | ?                                     |           |                |
| 1965                                                                         | 1971                           | ?                                     |           |                |
| 1971                                                                         | 1977                           | ?                                     |           |                |
| 1977                                                                         | 1983                           | ?                                     |           |                |
| 1983                                                                         | 1989                           | ?                                     |           |                |
| 1989                                                                         | 1995                           | ?                                     |           |                |
| 1995                                                                         | 2001                           | ?                                     |           |                |
| 2001                                                                         | 2008                           | Josiane Genevier                      |           |                |
| 2008                                                                         | 2014                           | Josiane Genevier                      |           | maire sortante |
| 2014                                                                         | 2020                           | Bruno Seneclauze                      | DVD       | fonctionnaire  |
| 2020                                                                         | En cours (au 11 novembre 2021) | Bruno Seneclauze[source insuffisante] |           | maire sortant  |

## Population et société

### Démographie
L'évolution du nombre d'habitants est connue à travers les recensements de la population effectués dans la commune depuis 1793. Pour les communes de moins de 10 000 habitants, une enquête de recensement portant sur toute la population est réalisée tous les cinq ans, les populations de référence des années intermédiaires étant quant à elles estimées par interpolation ou extrapolation. Pour la commune, le premier recensement exhaustif entrant dans le cadre du nouveau dispositif a été réalisé en 2005.

En 2022, la commune comptait 1 379 habitants, en évolution de +5,75 % par rapport à 2016 (Drôme : +2,64 %, France hors Mayotte : +2,11 %).
| 1793  | 1800 | 1806 | 1821 | 1831 | 1836 | 1841 | 1846  | 1851  |
| ----- | ---- | ---- | ---- | ---- | ---- | ---- | ----- | ----- |
| 1 407 | 768  | 598  | 766  | 890  | 891  | 930  | 1 005 | 1 047 |

| 1856  | 1861  | 1866 | 1872 | 1876 | 1881 | 1886 | 1891 | 1896 |
| ----- | ----- | ---- | ---- | ---- | ---- | ---- | ---- | ---- |
| 1 024 | 1 026 | 983  | 967  | 946  | 929  | 869  | 890  | 903  |

| 1901 | 1906 | 1911 | 1921  | 1926 | 1931 | 1936 | 1946 | 1954 |
| ---- | ---- | ---- | ----- | ---- | ---- | ---- | ---- | ---- |
| 851  | 828  | 815  | 1 019 | 803  | 787  | 822  | 545  | 521  |

| 1962 | 1968 | 1975 | 1982 | 1990 | 1999 | 2005 | 2006 | 2010  |
| ---- | ---- | ---- | ---- | ---- | ---- | ---- | ---- | ----- |
| 538  | 582  | 603  | 743  | 888  | 936  | 982  | 990  | 1 103 |

| 2015  | 2020  | 2022  | - | - | - | - | - | - |
| ----- | ----- | ----- | - | - | - | - | - | - |
| 1 282 | 1 328 | 1 379 | - | - | - | - | - | - |

Le déclin démographique entre 1936 et 1946 s'explique par la création de la commune de Granges-les-Beaumont par détachement du Nord-Est du territoire communal de Beaumont-Monteux.

### Enseignement
Rattachée à l'académie de Grenoble, la commune dispose d'une école maternelle et d'une école primaire.

### Manifestations culturelles et festivités
- Fête des bouviers et des laboureurs de la Drôme : 26 février[2].
- Corso de la Saint-Vincent depuis 1884.

#### Loisirs
- Randonnées[2].
- Chasse et pêche[2].

### Médias
La population de la commune se situe dans l'aire de diffusion de plusieurs médias :
- Presse écrite
  - Le Dauphiné libéré, quotidien régional qui consacre, chaque jour, y compris le dimanche, dans son édition de « Romans et Drôme des collines » un ou plusieurs articles à l'actualité du canton et de la commune, ainsi que des informations sur les éventuelles manifestations locales, les travaux routiers, et autres événements divers à caractère local.
  - L'Agriculture Drômoise, journal d'informations agricoles et rurales, couvre l'ensemble du département de la Drôme.
  - Drôme Hebdo (ancien Peuple Libre), hebdomadaire chrétien d'informations.
- Presse audio-visuelle
  - France Bleu est une radio publique diffusée sur son territoire.

### Cultes
La communauté catholique et l'église de Beaumont-Monteux (propriété de la commune) dépendent de la paroisse Saint Vincent de l'Hermitage.

## Économie

### Agriculture
En 1992 : céréales, vergers, vignes (coopérative vinicole, vins AOC Crozes-Hermitage et Côtes-du-Rhône), porcins.

### Industrie
Construit sur l'Isère entre 1917 et 1922, dans le département de la Drôme, le Barrage de Beaumont-Monteux est long de 134 mètres et haut de 11,50 mètres et assure la fourniture d'électricité à la centrale électrique de Beaumont-Monteux.

### Tourisme
- Rives de l'Herbasse[2].

## Culture locale et patrimoine

### Lieux et monuments
- Église (catholique) Saint-Sébastien de Beaumont-Monteux composite du XIXe siècle[2].

### Patrimoine naturel
- Jardin botanique[1].
- Jardin zen d'Erik Borja.

### Personnalités liées à la commune
- Paul Émile Giraud (1792-1883), ancien député de la Drôme, décédé à Beaumont-Monteux.
- Bernard Gauthier (1924-2018), né à Beaumont-Monteux en 1924, coureur cycliste professionnel, quadruple vainqueur de Bordeaux-Paris et champion de France à Monthléry en 1956. Décédé à Grenoble.